# Francis Godolphin (1605-1667)
Pour les articles homonymes, voir Francis Godolphin.
Francis Godolphin, député, de Godolphin House en Cornouailles (25 décembre 1605 - 22 mars 1667), est un noble, propriétaire foncier, homme politique et membre du Parlement anglais. C'est à lui que le Léviathan de Hobbes est dédicacé.

## Origines
Il est le fils aîné de William Godolphin (1567-1613) (en) et le frère du poète Sidney Godolphin (poète), qui sont également députés. Il succède à son père en 1613, héritant de domaines qui comprenaient le bail des Îles Scilly.

## Carrière
Il représente Helston au Parlement de 1625 à 1626, de nouveau au Long Parlement et est nommé haut-shérif de Cornouailles en 1638.
Royaliste, il rentre en Cornouailles au moment où la guerre civile éclate, et il sécurise les îles Scilly pour le roi et lève un régiment dont son frère, William, prend le commandement. En conséquence, il est empêché de siéger au Parlement en janvier 1644 et ses domaines sont séquestrées. Cependant, après la capture du roi, il négocie une honorable capitulation des îles Scilly devant le Parlement, la Chambre des Communes votant "pour que M. Godolphin, gouverneur de Scilly, lors de sa reddition de cette île, avec tous les forts, bénéficie de ses domaines et ne pas être arrêté pour des actes de guerre " .
Il est réélu pour Helston au Parlement de la Convention de 1660 et, après la restauration, il est fait chevalier lors du couronnement de Charles II. Il est mort en 1667.

## Mariage et descendance
Francis épouse Dorothy Berkeley, fille de Henry Berkeley (homme politique anglais) (en) de Yarlington à Somerset, député d'Ilchester, dont il a de nombreux enfants, dont:
- William Godolphin (1er baronnet) (c.   1640 - 1710), fils aîné et héritier, député de Helston 1665-1679, créé baronnet en 1661.
- Sidney Godolphin, 1er comte de Godolphin (1645-1712), Premier lord du Trésor et secrétaire d'État, également député de Helston et de St Mawes, créé pair en 1684 et comte de Godolphin en 1706.
- Henry Godolphin, Doyen de Saint-Paul et doyen du collège d'Eton.
- Elizabeth Godolphin (décédée le 30 août 1707), deuxième épouse de Sir Arthur Northcote (2e baronnet) (en) (1628-1688), de Hayne, Newton St Cyres et de King's Nympton Park, à King's Nympton, dans le Devon. Elle est la mère des 3e et 4e baronnets et ancêtre des comtes d'Iddesleigh. La pierre du grand livre portant l’inscription à son mari et à elle-même existe dans l’église de King's Nympton, où tous deux sont enterrés.
- Jael Godolphin, qui épouse Edward Boscawen (1628-1685) de Cornouailles, député.